# Тантекс Скай Тауер
Тантекс Скай Тауер (Китайською 高雄85大樓) — хмарочос в Гаосюні, другий за висотою на Тайвані. Висота 85-поверхового хмарочосу становить 347 метрів, разом з антеною 378 метрів. Будівництво Тантекс Скай Тауер велося з 1996 по 1997 рр, і було відкрито в 1997 році. 
Хмарочос має оригінальний дизайн, він складається з двох окремих 39-поверхових будівель, об'єднаних центральною баштою. Цей унікальний дизайн, залишає простір під центральною частиною башти. Архітектор був натхнений китайським символом Гао (高), та першою літерою назви міста.